# Batus latreillei
Batus latreillei là một loài bọ cánh cứng trong họ Cerambycidae.